# Viktor Eržen (urednik)
Viktor Eržen, slovenski javni delavec, novinar in urednik, * 25. februar 1899, Kranj, † 1. oktober 1986, Maribor.

## Življenjepis
Rodil se je očetu Gašperju in materi Mariji (rojena Goce). Eržen se je v Kranju izučil za stavca in do leta 1920 delal v Ljubljani ter nato do začetka leta 1941 v mariborski Ljudski tiskarni. V Mariboru je bil v vodstvu Socialistične stranke Jugoslavije, načelnik njenega oblastnega odbora in član strankinega glavbega odbora v Beogradu. Bil je urednik listov Volksstimme in Delavska politika, odbornik v raznih delavskih društvih; deloval je zlati v mariborskem kulturno-prosvetnem društvu Svoboda. Bil je tudi občinski svetnik mestne občine Maribor. Leta 1928 se je kot protikandidat Alojzija Juvana neuspešno potegoval za mesto župana Maribora. Ko je bil leta 1929 ponovno imenovan za mariborskega občinskega svetnika, kot takšen iz načelnih razlogov ni hotel formalno zapriseči, ker uradno predpisani obrazec zaprisege ni ustrezal njegovemu ateističnemu svetovnemu nazoru, zato so ga potem spet razrešili s položaja občinskega svetnika.
Leta 1941 ga je nemški okuopator aretiral in skupaj z družino izgnal v Srbijo, od koder je še istega leta prišel v Zagreb kjer je ostal do osvoboditve. Po vojni je delal v Mariborski tiskarni.